# Iberyjska Federacja Anarchistyczna
Iberyjska Federacja Anarchistyczna (hiszp. Federación Anarquista Ibérica, FAI) – organizacja utworzona
w 1927 w El Saler w Walencji, jako kontynuacja dwóch organizacji anarchistycznych, Unión Anarquista Portuguesa (Portugalskiego Związku Anarchistycznego) oraz Federación Nacional de Grupos Anarquistas de España (Federacji Krajowej Hiszpańskich Grup Anarchistycznych); terenem jej działania miał być Półwysep Iberyjski.

## Historia
Od momentu swojego powstania aż do czasu wprowadzenia w Hiszpanii dyktatury Francisco Franco, organizacja odgrywała istotną rolę w hiszpańskim ruchu robotniczym, zwłaszcza dzięki swojemu związkowi z CNT, i aktywności członków FAI w tej organizacji anarchosyndykalistycznej. Na początku lat 30. tendencja FAI ścierała się w ramach CNT z bardziej umiarkowanym skrzydłem, które w końcu opuściło ten związek zawodowy (część działaczy powróciła później do niego, część utworzyła Partię Syndykalistyczną).
Działa do dzisiaj; publikuje miesięcznik „Tierra y Libertad” (Ziemia i Wolność). Należy do Międzynarodówki Federacji Anarchistycznych.

## Organizacja
Struktura FAI była dość luźna i opierała się na niewielkich grupach aktywistów, połączonych federacyjnie. Jej działalność była utajniona, także po uznaniu jej istnienia dwa lata po jej powstaniu. Tajna działalność utrudnia ocenę jej liczebności; szacuje się, że tuż przed rewolucją hiszpańską 1936 r. FAI liczyła 5000–30 000 członków (ta liczba wzrosła gwałtownie po wybuchu wojny domowej w Hiszpanii, podobnie jak liczebność CNT).
FAI prowadziła walkę zbrojną (dokonywała także napadów na banki, skąd brała fundusze na działalność), chociaż uczestniczyła także w bardziej pokojowy sposób w walce przeciwko dyktaturze Miguela Primo de Rivery. W czasie wojny domowej współpracowała z Frontem Ludowym, złożonym z różnych lewicowych partii i organizacji.